# The Edge of Glory
A The Edge of Glory Lady Gaga amerikai énekesnő dala a Born This Way (2011) című második stúdióalbumáról. A dal 2011. május 9-én jelent meg az album harmadik kislemezeként. Eredetileg a Born This Way két promóciós kislemezének egyikének szánták, majd a világszerte a digitális értékesítési pontokon elért sikere után hamarosan kislemez lett belőle. A dalt Gaga, Fernando Garibay és DJ White Shadow szerezték, a produceri munkát pedig Gaga és Garibay végezték. A pop, elektro rock és diszkó dal az élet utolsó pillanatairól szól. Gaga elmondása szerint a dalszövegek ihletét nagyapja adta, aki 2010 szeptemberében hunyt el. A Clarence Clemons által játszott szaxofonszóló mellett, dallama sokban hasonlít Bruce Springsteen zenei műveire, és számos olyan tulajdonságot tartalmaz, amely az 1980-as évek felnőtt kortárs zenei alkotásaihoz hasonló.
A kritikusok többsége nagyra méltatta a The Edge of Glory-t, s többen közülük az album egyik fénypontjának találták. A dicséretek nagy részét a dal refrénje és a zenei produkció kapta. A véleményezők kiemelték Gaga énekhangját is. A dal világszerte kereskedelmi sikert aratott, több nagy zenei piacon is a Top 10-ben szerepelt, többek között Ausztráliában, Belgiumban, Kanadában, Új-Zélandon, Norvégiában, Spanyolországban és az Egyesült Királyságban. Az Egyesült Államokban a Billboard Hot 100-as listáján a harmadik helyen végzett, ezzel Gaga tizedik egymást követő Top 10-es kislemeze lett az Egyesült Államokban.
A dalhoz Lady Gaga és produkciós csapata, a Haus of Gaga rendezésében forgattak videóklipet 2011 májusában. A videó sokkal egyszerűbb Gaga korábbi munkásságaihoz képest. Az énekesnő egy tűzlépcsőn táncolva és egy kietlen utcán sétálva látható. A kidolgozott koreográfia mellett háttértáncosok sincsenek, és a Gaga klipjeit nagyban jellemző ruhaváltások is elmaradtak. A videóban végig egy Versace ruhát visel. A kritikusok dicsérték a videó egyszerűségét, és Michael Jackson, Janet Jackson és Madonna munkáihoz hasonlították. Gaga előadta élőben a dalt az American Idol tizedik évadában, a 2011-es MuchMusic Video Awards-on, a Good Morning America „Summer Concert Series” című szegmensében, valamint számos koncertturnéján.

## Háttér és kiadás
A The Edge of Glory-t Lady Gaga, Fernando Garibay, és DJ White Shadow szerezte, producerei pedig Gaga és Garibay voltak. A dal létezésére 2011 januárjában derült fény, amikor Gaga a Twitter-fiókján közzétette a dalszöveg egy részét. White Shadow elmondása szerint mielőtt visszatértek volna Európába a The Monster Ball turné 2010-es szakaszával, Gaga néhány napot beteg nagyapjával töltött. Miután nagyapja elhunyt, Gaga elmondta White Shadow-nak, hogy írt egy dalt róla és arról, milyen hatással volt rá nagyapja elvesztése. Gaga a The New York Times munkatársának, Jon Pareles-nek beszélt a dal mögötti történetről:

„[A The Edge of Glory] arról szól, amikor a nagymamám a haldokló nagyapám felett állt. Volt egy olyan pillanat, amikor úgy éreztem, mintha valahogy ránézett volna, és úgy érezte, hogy győzött az életben. Mintha azt mondta volna: „Bajnok vagyok. Nyertünk. A szerelmünk tett minket győztessé”. 60 évig voltak házasok. Elgondolkoztam, hogy az életed dicsőséges pillanata az, amikor úgy döntesz, hogy rendben van, el lehet menni, nincs több mondanivalód, nincs több dolgod, nincs több hegy, amit meg kell másznod. Ott állsz a csúcson, megemeled a kalapodat magad előtt, és elmész. Én így éreztem abban a pillanatban, amikor tanúja voltam ennek.”

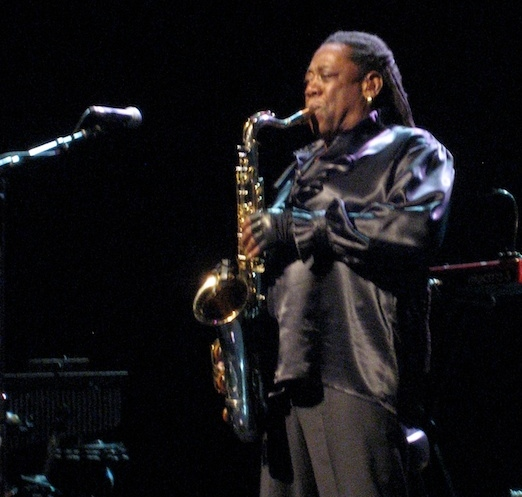
Clarence Clemons, az E Street Band tagja is közreműködött szaxofonkísérettel, és a dal vége felé egy szóló részt is kapott

További információkat a The Edge of Glory-val kapcsolatban Gaga a Google-nak adott interjújában árult el, ahol kifejtette, hogy a dal a halál előtti utolsó pillanatokról szól a Földön. A dal másik ihletője Sylvester Stallone 1976-os Rocky című filmje volt, amely Gaga egyik kedvence. Az énekesnő úgy érezte, hogy a dal arról szól, hogy az ember közvetlenül nézzen az életre, azzal az érzéssel, hogy ő egy bajnok – hasonlóan ahhoz az érzelemhez, amit a filmben Rocky Balboa karaktere mutat.
2011. május 5-én az Interscope egy e-mailt küldött ki az Egyesült Államok rádióállomásainak, amelyben közölte, hogy a The Edge of Glory 2011. május 9-én, hétfőn jelenik meg, a Born This Way két promóciós kislemezének egyikeként. Ez lett volna az első dal a „Countdown to Born This Way” promócióban az iTunes Store-on. A digitális áruházakba való megjelenése után azonban a The Edge of Glory jelentős mennyiségű digitális példányban kelt el, ami arra késztette Gagát, hogy a Born This Way harmadik kislemezévé tegye. Gaga Twitter oldalán keresztül mutatta be a kislemez borítóját, amelyen ruha nélkül, száját kitátva, a Born This Way című kislemez borítóján is látható kitüremkedésekkel arcán, szélfútta hajjal jelenik meg.

## Felvétel és kompozíció
A The Edge of Glory smooth jazz hatású szintetizátorokkal, valamint egy szaxofonszólóval egészül ki. A dal kevésbé elektronikus, inkább egyértelműen popos, a szöveg pedig inkább a romantikával, mint az egyéni inspirációval foglalkozik. Garibay elárulta, hogy a dalt Gaga természetes énekhangján vették fel, és mindössze egy felvételre volt szükség. Az énekesnő azt kérte tőle, hogy a szám elején szerepeljen szívdobogás. Garibay elmondta, hogy a szaxofonszóló hozzáadása „merész lépés” volt Gaga számára, mivel a kortárs sláger rádiók lejátszási listáján nem szerepeltek szaxofonszólóval ellátott dalok.
A pop, elektro rock, arena rock, és diszkó stílusú The Edge of Glory Gaga énekével kezdődik egy billentyűs hangszer felett, aki a következő sort énekli: „There ain’t no reason you and me should be alone tonight, yeah baby, tonight, yeah baby” („Nincs rá semmi ok, hogy nekünk egyedül kéne maradnunk, ma éjjel, igen, bébi”). Jocelyn Vena, az MTV munkatársa szerint a dal produkciója a „80-as évek végi, 90-es évek eleji felnőtt kortárs popot idézi, amikor a nagy refrének voltak a dalok normája”. Jason Lipshultz a Billboardtól úgy fogalmazott, hogy a dal „a napsütötte elektronikára támaszkodik”, amely nagyot szól a refrénben, ahol Gaga azt énekli, hogy „I’m on the edge of glory and I’m hanging on a moment of truth” („A dicsőség szélén állok, és az igazság pillanatába kapaszkodok”). Evan Sawdey a PopMatters weboldalról több rockos elemet is talált a dal kompozíciójában. Vena is úgy vélte, hogy ami miatt a dal kiemelkedik a rádióban hallható többi dal közül, az Clemons szaxofonszólója a szám közepén, amikor Gaga azt zengi, hogy „I’m on the edge with you”. Robert Copsey a Digital Spy-tól azt mondta, hogy a zenei kompozíció a harsány hangzású elektromos gitárok és a klubzene által befolyásolt szintetizátorok keveréke. A dal és az album egy hosszú codával zárul, a szaxofon hangja elhalkul.
A Sony/ATV Music Publishing által a Musicnotes.com oldalon közzétett kották szerint a The Edge of Glory 128 ütem per perc tempóval íródott. Az A-dúr hangnemben játszott dal a versszakban az A–E–D, a refrénben pedig az A–E–F♯m–D akkordmenetet követi, míg Gaga hangja A3-tól D5-ig terjed. Gaga hivatkozási alapja a szaxofonszólóhoz az E Street Band és Bruce Springsteen volt; végül Clarence Clemons-t kérte fel az E Street Bandből, hogy játsszon a hangszeren. Clemons a Rolling Stone-nak elmondta, hogy 2011 januárjában Gaga menedzsmentje felvette vele a kapcsolatot, és szerették volna, ha ő játszana a Born This Way albumon. Mivel a hívás pénteken érkezett, Clemons azt válaszolta, hogy a következő hétfőn vagy kedden fel is tudná venni a felvételt, de Gaga ragaszkodott hozzá, hogy még aznap ott legyen a New York-i stúdióban. Clemons Floridából New Yorkba repült, és éjfélre ért a manhattani stúdióba. Gaga azt akarta, hogy több számban is szaxofonozzon, az egyik a The Edge of Glory című szám volt. Egyszerűen azt mondta Clemonsnak: „Bekapcsoljuk a szalagot, te pedig csak játssz”. A felvétel hajnali 3 órakor fejeződött be. Clemons hozzátette, hogy meglepődött, hogy pénzt kapott érte, hiszen ingyen is megcsinálta volna: „Soha nem tudom elhinni, hogy valamiért, ami ennyire jó érzés, pénzt keresek”.

## A kritikusok értékelései
A The Edge of Glory általános elismerést kapott a kritikusoktól. A dal előzetes meghallgatása során Matthew Perpetua a Rolling Stone-tól pozitív kritikát írt: „Leírva őrültnek hangozhat [...], de valahogy minden teljesen természetesnek tűnik, amikor ténylegesen hallod.” Perpetua hozzátette, hogy van egy kis giccsesség a dalban, de ennek ellenére magával ragadó és fülbemászó, ha az ember meghallgatja. Clemons bevonását „inspiráló húzásként értékelte, amely felerősíti a dal nyolcvanas évekbeli stadionrock-hangulatát”, Clemons konkrét előadását pedig elképesztőnek és karrierje legjobbjai közé tartozónak írta le. Egy másik kritikában Perpetua megjegyezte, hogy a The Edge of Glory „egy instant pophimnusz”. A Rolling Stone egy másik újságírótársa, Jody Rosen megdicsérte a dal hookját, a refrént és Clemens szaxofonjátékát. Jocelyn Vena az MTV News-tól azt bizonygatta, hogy a dal Gaga lágyabb oldalát mutatja meg, szemben a Born This Way korábbi kislemezeivel. Willa Paskin a New York magazintól elragadtott hangnemben írt a dalról: „Ha a közelgő Born This Way album első két kislemeze jangle popos dance-rock szám volt, ez egy olyan könnyed szám, mint egy nyolcvanas évekbeli sláger, egyenesen a Flashdance filmzenei albumáról, és erre a legkiválóbb bizonyíték a dal szaxofonszóló része.” Paskin emellett egy potenciális nyári slágernek jósolta a számot, hozzátéve, hogy Katy Perry Last Friday Night (T.G.I.F.) című kislemeze nagy vetélytársa lehet.

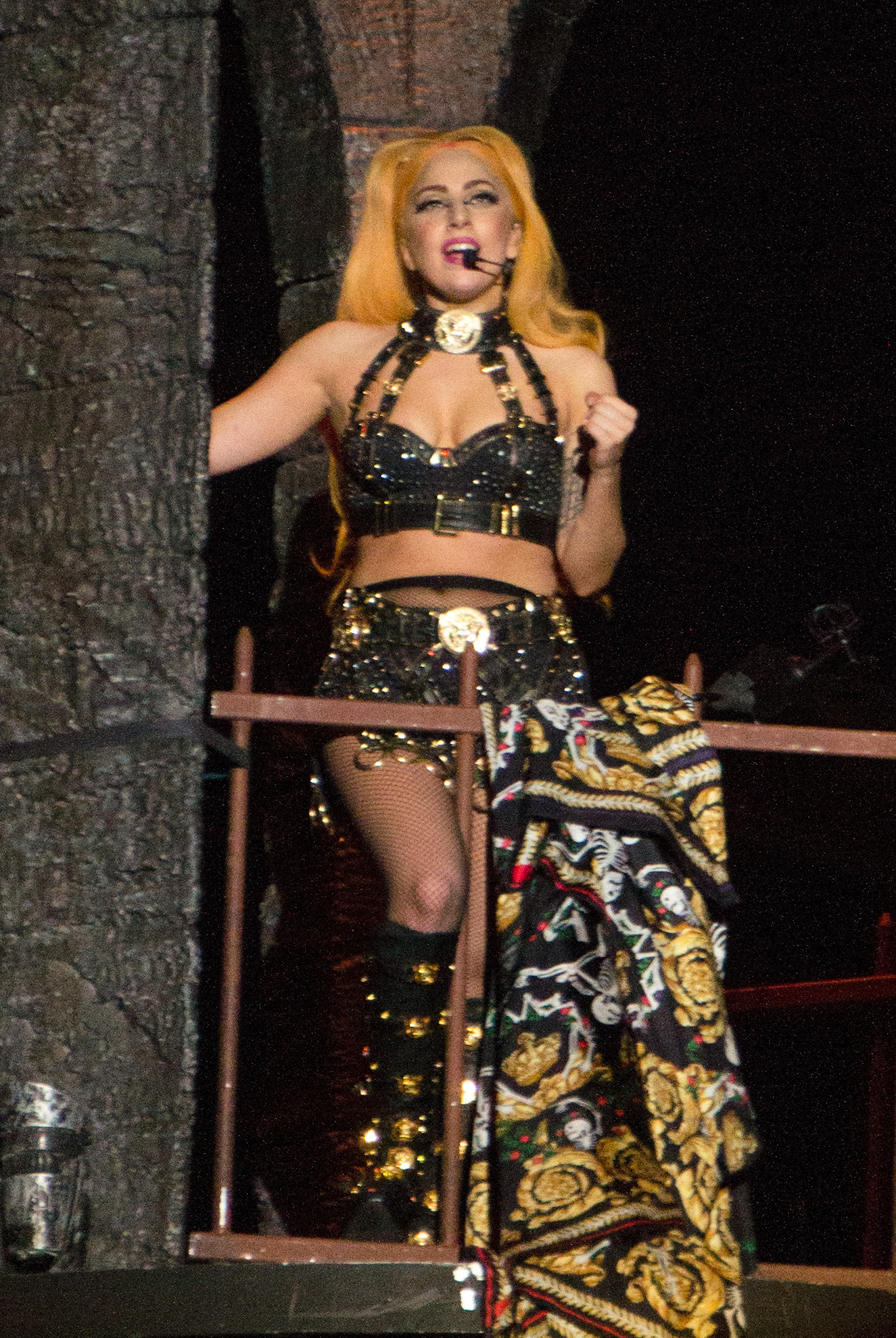
Gaga a The Edge of Glory előadása közben a Born This Way Ball turné során 2012-ben

Jason Lipshutz a Billboardtól azt írta, hogy a The Edge of Glory „kockázatvállaló, [de] inkább a romantikára koncentrál, mint az egyéni inspirációra”. Lewis Corner a Digital Spy-tól ötből öt csillaggal jutalmazta a dalt, és azt írta: „Gaga egy húsgombócos szendvicsnél is finomabb és laktatóbb refrént énekel – stadionméretű ütemekkel és masszív techno szintihangzással megtöltve; míg a néhai Clarence Clemons jóvoltából felcsendülő szaxofonszóló oldal pedig biztosan sok klubozót csábít majd arra, hogy elővegye a manapság ritkán használt légszaxofonját”. Kevin O'Donnell a Spin-től megjegyezte, hogy a dalban Gaga „visszatér az alapokhoz”. A dalt emellett „four-on-the-floor himnusznak” nevezte, rengeteg utalással a 80-as évek popzenéjére, majd így zárta: „Szerencsére a The Edge of Glory azt bizonyítja, hogy Gaga nem hagyta, hogy globális hírneve a művészete fölé kerekedjen, és még mindig képes olyan egyszerű, táncolható dalokat összehozni, mint a Just Dance vagy a Poker Face.” Andy Gill a The Independent és James Reed a The Boston Globe cikkírója is dicsérte Clarence Clemons szaxofonszólóját a The Edge of Glory-ban.
Nardine Saad a Los Angeles Times-tól azt nyilatkozta, hogy a The Edge of Glory kevésbé sokkoló, mint a korábbi kiadványai. Saad azt is érezte, hogy a szám lassabb és kevésbé elektro-összetételű, mint a Judas, az akkor aktuális kislemeze. Priya Elan, az NME-től azt írta, hogy egy igazi „popzenei pillanatnak” érezte a számot, anélkül, hogy Gaga társadalmi problémákat vagy vallásos témát vetne fel. A dalt egyszerűsége miatt találta tökéletesnek, mert Gaga személye nem nyomta el magát a számot, mint a Born This Way ezt megelőző két kislemezében. Elan Clerence Clemons szaxofonjátékát is méltatta. Dan Martin, szintén az NME-től „ragyogónak” találta a számot, és „a legelragadtatottabb szerenádnak” nevezte, amivel Gaga ezidáig előállt. Robert Copsey a Digital Spy-tól egy „felvillanyozó hangulatú himnusznak” találta a dalt, amely „kevésbé giccses, mint a Born This Way, de ugyanannyira (ha nem jobban) euforikus.” Ugyanakkor, a szám nyitó részét meglepően hasonlónak találta Cher 2002-es, Songs for the Lonely című dalának nyitányához.
Megan Gibson a Time-tól csalódottságának adott hangot. Azt írta, a dal nincs egy szinten Gaga korábbi korábbi kislemezeivel, és a zenét banálisak, laposnak és unalmasnak nevezte. Matthew Cole a Slant Magazine-tól megosztott volt a dallal kapcsolatban, kijelentve, hogy bár visszavetette az albummal kapcsolatos elvárásait, úgy fogalmazott, hogy a szaxofonszóló „bevallottan egy csúcspont, és az egyik legeredetibb ötlet, amivel Gaga az utóbbi időkben előrukkolt”. Sal Cinquemani, ugyanettől a kiadványtól azt mondta, hogy „néhány ügyes Art of Noise szintihanggal kezdődik, mielőtt átváltozik egy olyan dalba, ami úgy hangzik, mint egy 90-es évek eleji sitcom főcímdala, amit Bonnie Tyler énekel.” Greg Kot a Chicago Tribune-tól szintén vegyes kritikát adott a dalról, kiemelte Springsteen hatását, Clarence Clemons szaxofonszólónak pedig saját maga paródiájának nevezte.
A The Edge of Glory-t széles körben Lady Gaga egyik legjobb dalának tartják. A Billboard 2019-ben a kilencedik helyre sorolta a dalt a 15 legjobb Lady Gaga-dal listáján, a The Guardian pedig 2020-ban a második helyre rangsorolta a 30 legjobb Lady Gaga-dal listáján.

## Elismerések
A The Edge of Glory-t a 38. People’s Choice Awardson jelölték Az év dala kategóriában. 2011 végén a Slant Magazine a The Edge of Glory-t az év nyolcadik legjobb dalaként sorolta fel, Ed Gonzalez, a honlap munkatársa pedig úgy nyilatkozott, hogy a dal „a radikális kontrasztok tanulmánya, amely, ha félretesszük szándékosan elavult hatásait és a néhai Clarence Clemons örökségét, mélyen legbelül egy hihetetlenül finom ballada. Igen, mindenki azt várja Gagától, hogy a táncparketten tegyen oda magát, de ki gondolta volna, hogy a kiáltásait suttogva is meg tudja szólaltatni?”. A Billboard ugyanezen a helyen, a Rolling Stone pedig a hetedik pozícióban helyezte el. A szaxofonszóló 2013 szeptemberében a második helyen szerepelt a VH1 által összeállított, a rocktörténelem 15 legjobb vendégszólóját tartalmazó listán.

## Kereskedelmi teljesítmény

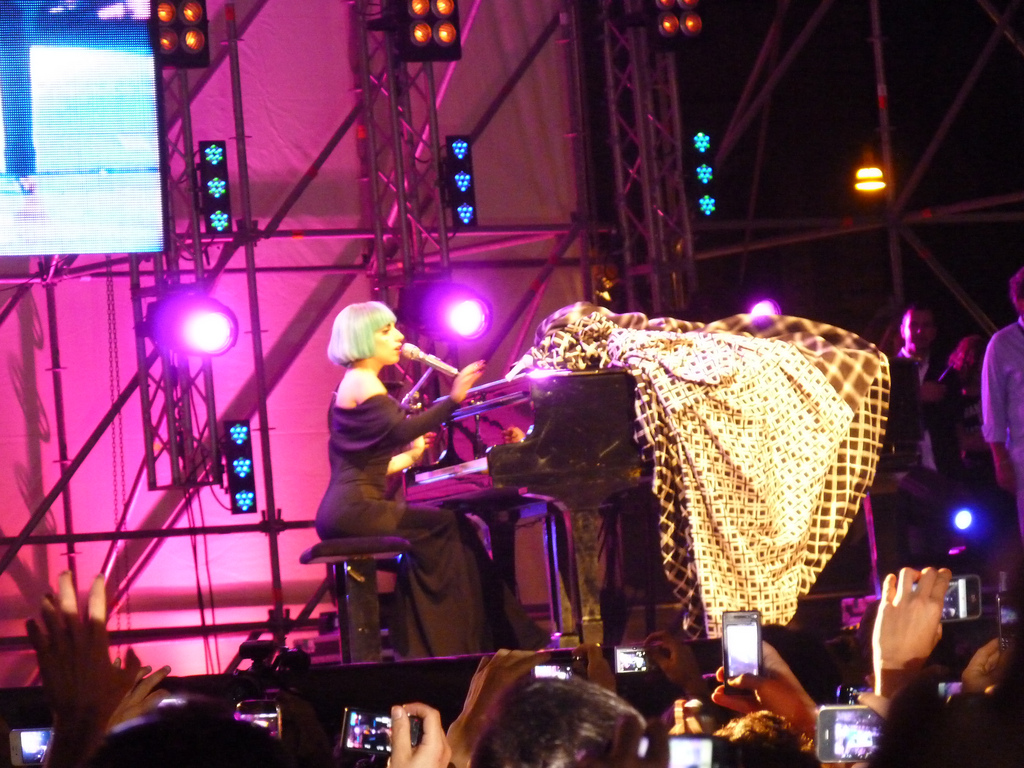
Gaga a The Edge of Glory akusztikus előadása közben a Europride 2011-en

Az Egyesült Államokban a The Edge of Glory a 31. helyen debütált a Billboard Pop Songs rádiós listáján 2011. május 28-án. Emellett a második helyen nyitott a digitális letöltéseket összesítő Hot Digital Songs listán, a megjelenése hetén értékesített 266 000 eladott példányt követően. A dal a harmadik helyen debütált a Billboard Hot 100-on, míg az 54. helyen a Radio Songs listán, miután megközelítőleg 20 millió amerikai hallhatta a rádióban. Ezzel Gaga Mariah Carey óta az első előadó lett, akinek az első tíz kislemeze a legjobb tíz közé tudott jutni a Hot 100-on. A következő héten „a hét csúcsugrójaként” a 18. helyig lépett előre a Pop Songs listán. Digitális eladásai azonban 64%-kal visszaesve 98 000-re csökkentek, amelynek következtében a 19. helyre esett vissza a Hot 100 listán. Mindemellett rádiós adatai tovább erősödtek, immáron 30 milliós hallgatottságot ért el, így a 37. helyre lépett előre a Radio Songs-on. Slágerlistás szereplésének harmadik hetén ismét a The Edge of Glory lett a hét legeredményesebb dala a Pop Songs-on, ezáltal a 14. pozíciót szerezte meg, míg a 33. helyen debütált az Adult Pop Songs listán. Digitális eladásai adatait tekintve is a hét legtöbbet fejlődött dalaként 165 000 példányt adtak el, emellett rádiós adatait tekintve 39 milliós hallgatottságot ért el, amelynek következtében visszakerült a legjobb tíz közé a Hot 100-on, méghozzá a nyolcadik pozícióba. A The Edge of Glory ezután 51 milliós hallgatottsági adattal a 15. helyet szerezte meg a Radio Songs-on, míg a Pop Songs-on Born This Way című dalát követően karrierje második leggyorsabbjaként tudott a dal a legjobb tíz közé kerülni. Újabb 166 000 eladott kislemez mellett a hetedik helyet szerezte meg a Hot 100-on, 14. lett az Adult Pop Songs-on, míg a 46. helyen nyitott a Hot Dance Club Songs listán. A dal legjobbjaként negyedik lett a Radio Songs-on, harmadik a Pop Songs-on, első a Hot Dance Club Songs-on, hetedik az Adult Contemporary-n és második az Adult Pop Songs listán. A The Edge of Glory 2011-ben 2,325 millió digitális példányban kelt el, és az év 29. legkelendőbb dala lett az Egyesült Államokban. A Nielsen SoundScan adatai szerint 2016 áprilisáig 3 000 000 digitális letöltést adtak el belőle az Egyesült Államokban.
A The Edge of Glory 26 000-es eladás mellett a harmadik helyen debütált a kanadai Canadian Hot 100 kislemezlistán, míg a második helyen Canadian Hot Digital Songs-on. Emellett a 42. helyen nyitott a Contemporary Hit Radio (CHR) rádiós listán. Négy héttel később újra vissza tudott kerülni a tíz közé a Canadian Hot 100-on, és bejutott a tíz közé a Contemporary Hit Radio listán. Az Egyesült Királyságban a The Edge of Glory a hatodik helyen debütált a brit kislemezlistán. Néhány hétnyi középmezőnybeli szereplés után 2011. június 26-án visszakerült a legjobb tíz közé. Digitális eladásai 89,1%-kal nőttek ekkor, amelyben nagy szerepet játszott a dal előadása a Paul O'Grady Live című brit televíziós műsorban. Az előadást összesen három alkalommal adta le az ITV1 csatorna, amely nagyban segítette rádiós adatainak fejlődését is, a dal legjobbjaként a 11. helyet érte el a brit rádiós listán. 2022 júliusáig a dalból 918 000 példányt adtak el az Egyesült Királyságban, 34 millió streameléssel, és a Brit Hanglemezgyártók Szövetsége (BPI) platina minősítést adott neki.
A kislemez a 11. helyen debütált az ausztrál kislemezlistán, míg a harmadik helyen az új-zélandi kislemezlistán. Később az Ausztrál Lemezipari Szövetség (ARIA) és az Új-Zélandi Lemezipari Szövetség (RIANZ) ötszörös platina-, illetve arany minősítést adott a kislemez 350 000, illetve 7500 példányának kiszállításáért. A The Edge of Glory a 10. helyen nyitott az ír kislemezlistán, legelőkelőbb helyezése pedig a negyedik pozíció volt. Franciaországban a szám a hetedik pozícióban tudott debütálni. Németországban a 28. helyre került fel a hivatalos német kislemezlistára, legjobbjaként pedig a harmadik helyig jutott. A The Edge of Glory Dél-Koreában a második helyen debütált, és 44 176 digitális eladást könyvelt el, a következő héten pedig 48 937 eladott példány mellett megszerezte az első helyezést.

## Videóklip

### Háttér

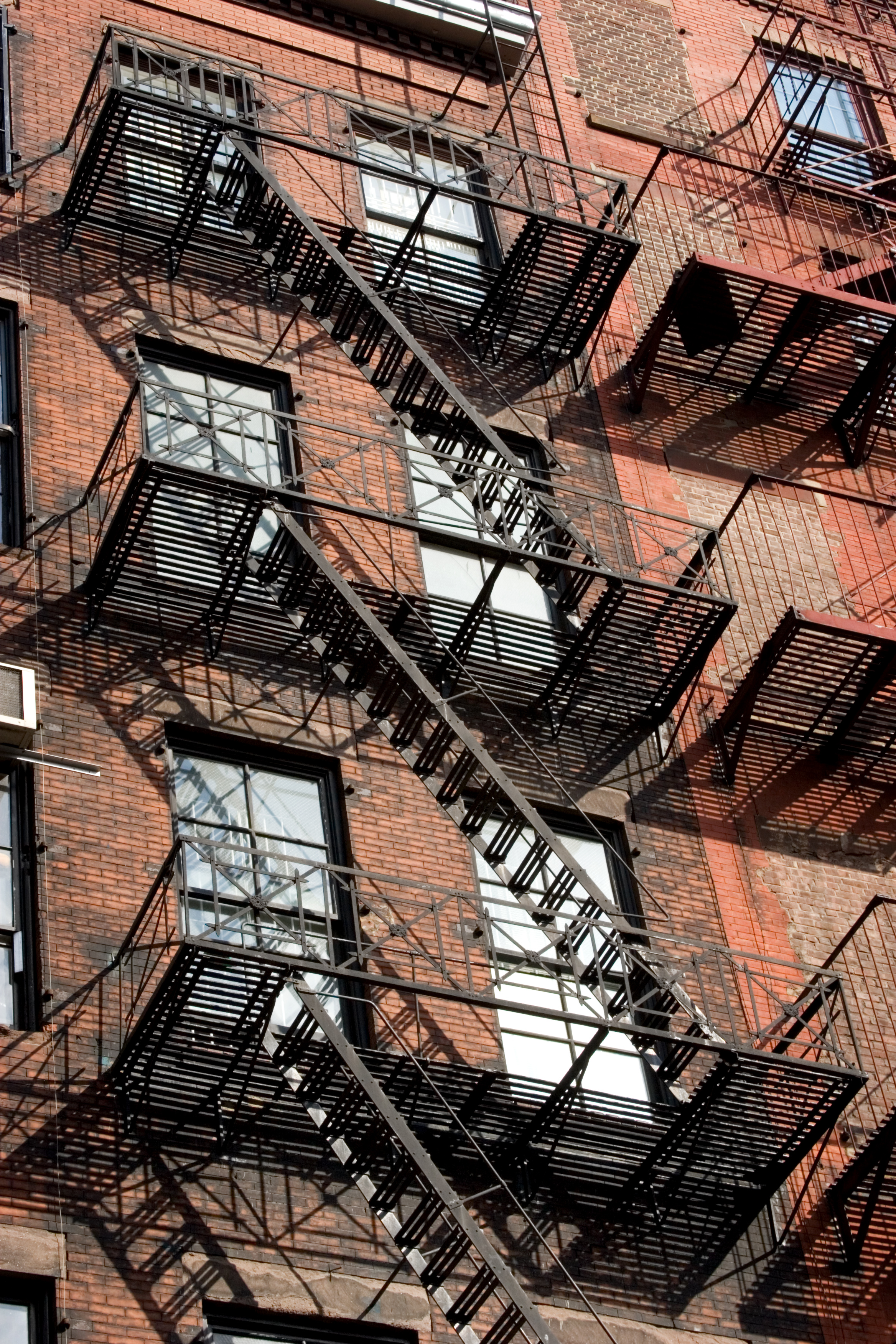
A videóban Gaga egy tűzlépcső előtt táncolt, ami a korai New York-i napjaira emlékeztetett

A BMI Pop Music Awards-on Gaga koreográfusa, Laurieann Gibson elmondta, hogy hamarosan forgatják a The Edge of Glory klipjét. Bár sokat nem árult el a klip koncepciójáról, hozzátette: „Csak azt tudom, hogy nagyon kétes lesz a hangulat”. Gaga az MTV UK-nek elmondta, hogy nemrég írta meg a klip történetét, hozzátéve, hogy ez a kedvence. E! Online számolt be arról, hogy a kliphez castingot tartottak, ahol Puerto Ricó-i vagy dominikai származású férfit kerestek. A további szerepek között szerepelt egy férfi vagy női on-air riporter, egy orvos szerep, amely a Dr. 90210 című népszerű sorozatra emlékeztet, valamint egy csapat katona a fegyveres jelenetekhez. A klip rendezőjeként Joseph Kahnt igazolták, de az Interscope Records később megerősítette, hogy Kahn és Gaga útjai nézeteltérések miatt elváltak. Gibson megerősítette, hogy „volt néhány probléma a forgatáson”, ami miatt Kahnt leváltották rendezőként.
Később Gaga kreatív csapatát, a Haus of Gagát választották helyette a videó rendezésére. Chancler Haynes, Kahn helyszíni vágója elárulta, hogy a Le Grand Journal című műsorban előadott sellő-témájú előadás volt a klip tényleges témája, és egy kórházi jelenethez, a Brooklyn hídhoz és egy nagy víz alatti sellőjelenethez épített díszleteket tartalmazott. A forgatásig hátralévő utolsó pillanatban azonban Gaga meggondolta magát az egész koncepcióval kapcsolatban, ami nézeteltéréshez vezetett Kahnnal, és ezért a forgatás elmaradt. A jeleneteket ezután Clarence Clemons-szal (az utolsó szereplése halála előtt) forgatta le egy New York-i díszletben. Saját magát és a zenei karrierje során elért sikereit akarta elismerni egy leegyszerűsített videóval, amely a New York-i lakása előtt táncolva mutatja be őt a korai időkből. A klipet 2011. június 16-án mutatták be a Táncolj, ha tudsz! című amerikai tévéműsor nyolcadik évadában.

### Összefoglalás
Gaga ruhatára az egész videó alatt leginkább egyetlen ruhadarabból áll, amelyet Gianni Versace tervezett. A ruha egy szado-mazo ihletésű outfit, nagy arany ékszerekkel, szegecsekkel a bőrön, valamint Gaga élénk körömlakkot és rúzst visel. Notable in the video is the absence of backup dancers, elaborate choreography, or a symbolic plot: components that have been fully predominant in Gaga's other music videos. Aside from Gaga herself, Clemons is the only other person to appear in the video.
Azzal veszi kezdetét, hogy Gaga lassan előlép egy épület mögül egy utcasarkon. Az egész helyszínt vörös és lila fények hatják át, amelyek az épületek ablakaiból és a sikátorokból áradnak, miközben a csatornákból füst gomolyog. Ahogy a dal első verzéje kezdetét veszi, Gaga kimászik egy lakótömb egy lakásának ablakán a tűzlépcsőre. A videó további részeiben azt láthatjuk, ahogy Gaga az utcán, a tűzlépcsőn, valamint az épület bejáratánál táncol és énekel. Utóbbi helyszínen Clerence Clemonsszal együtt üldögél a bejárati lépcsőn. Közel a videó végén, Clemons szaxofonszólója után Gaga négykézláb ereszkedik a járdán, és megcsókolja a földet. A videó végén Gaga visszamászik a lakásába.

### Fogadtatás
Jocelyn Vena az MTV-től, valamint Christian Blauvelt az Entertainment Weekly-től a Rent című Broadway musicalhez hasonlították a videóklipet. Vena emellett Michael Jackson Billie Jean és Madonna Papa Don't Preach című kislemeze klipjéhez tartotta hasonlónak a videót a vizualitás tekintetében. Hozzátette, a videó „leginkább egyszerűségének köszönhetően ragyogni tud.” James Montgomery, szintén az MTV-től a Rent mellett a West Side Story-hoz hasonlította a klipet. Blauvelt eleinte meglepődött a klip egyszerűségén, mivel korábbi kiadványai provokatív vizuális elemekkel rendelkeztek. Hozzátette, hogy a videó „egyértelmű tisztelgésnek” tűnt Gaga olyan inspirációi előtt, mint Madonna, és arra a következtetésre jutott, hogy „a The Edge of Glory összes utalása annyira nyílt, hogy kizárt, hogy szégyentelenül másolásról lenne szó”.
Sal Cinquemani a Slant Magazine-tól pozitív kritikát adott a videóról, „vizuális diadalnak” nevezve azt, „lélegzetelállító” művészeti rendezéssel és „szürke-kék-fekete színpalettával, amelyet gondosan összehangolt Gaga vibráló rúzsa és körömlakkja, a járdaszegélyen lévő piros festett csík, valamint ékszereinek és bőrének szegecsek aranyszíne, nem is beszélve Clarence Clemons sárgarézéről”. A videót Michael Jackson The Way You Make Me Feel-jéhez, Janet Jackson When I Think of You-jához és The Pleasure Principle-jéhez, valamint a Szenvedélyes bűnök című filmhez hasonlították, ezek mind az 1980-as évek videói és filmjei. Kritizálta azonban Gaga „félig-meddig meggyőző” tátogását. A The Washington Postnak írva Sarah Anne Hughes „megdöbbentően egyszerűnek” nevezte a videót. Amos Barshadnak a New York magazintól tetszett az egyenes megközelítés, amit Gaga a videóval alkalmazott, és bár unalmasnak nevezte a videót Gaga korábbi munkáihoz képest, úgy érezte, hogy a videó az egyszerűsége miatt jól működött.
Jarett Wieselman, a New York Post munkatársa megpróbálta megérteni, mi is ment valójában félre a produkcióval, és arra a következtetésre jutott, hogy a Gaga és Kahn közötti kölcsönös nézeteltérések vezettek ahhoz, hogy a videó „egy rakás szemét” lett. Az egész produkció körüli ügyet „ostobaságnak” minősítette, végül egyetértett azzal, hogy „ostobaság volt tőlünk azt várni, hogy GaGa soha nem fog megbotlani, mert a folyamatosan bemutatott emberfölötti kép ellenére mégiscsak ember”. Daniel Kreps a Rolling Stone-tól vegyes kritikát adott a videóról, a dalt „égbekiáltónak” nevezte, a videót pedig „erőtlennek” és „visszafogottnak”. Leah Collins, a Dose munkatársa semlegesebb volt a kritikájában, megkérdőjelezve, hogy Gaga csak megpróbált „egy metrikus mennyiségű pénzt spórolni a költségvetésen”. Collins a The Vancouver Sun számára a videót értékelve a Szárnyas fejvadász című 1982-es sci-fi film „prostijához” hasonlította Gaga kinézetét a videóban.

## Élő előadások

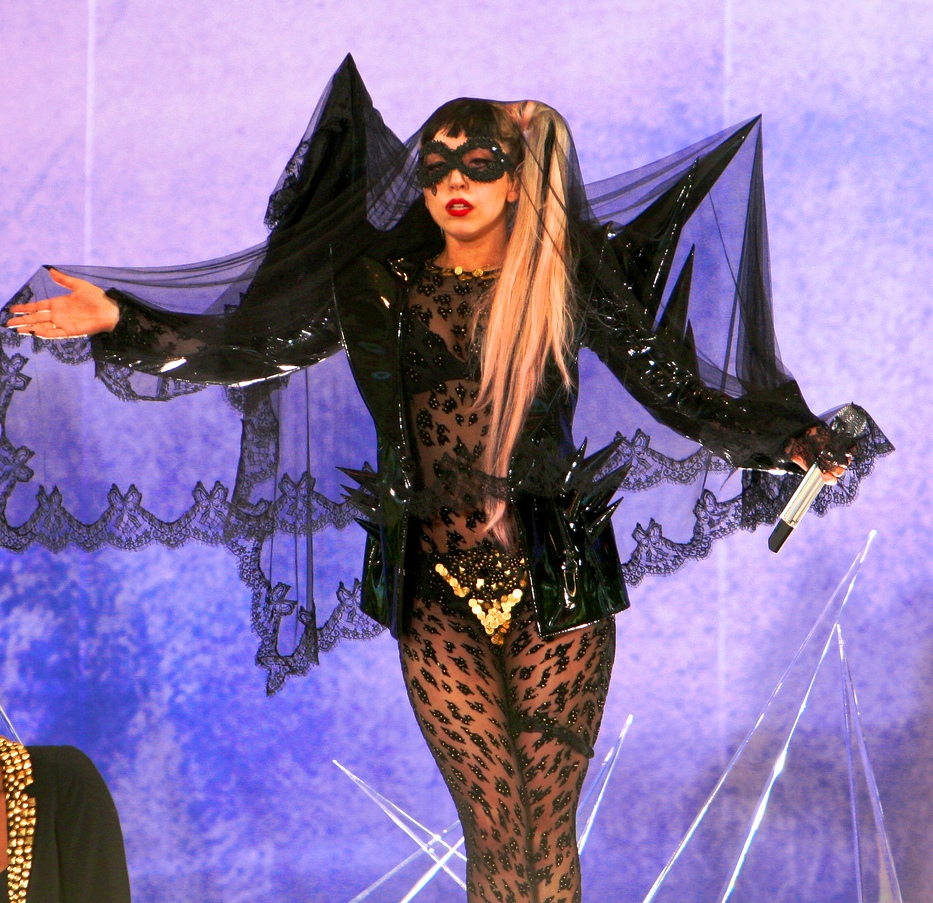
Gaga a Good Morning America „Nyári koncertsorozatán” adott fellépésén is előadta a The Edge of Glory-t

Gaga először egy akusztikus-dzsessz változatban adta elő a dalt 2011. május 15-én a Radio 1’s Big Weekend-en Carlisle-ben. 2011. május 21-én ismét zongorás verzióban adta elő a dalt a Saturday Night Live évadzárójában, ahol Gaga egy fémes fekete ruhát, térdcsizmát és egy fémes félkör alakú fejdíszt viselt. Teljes változatában először az American Idol tizedik évadának fináléjában került előadásra a dal 2011. május 25-én, amely során Clemens személyesen is megjelent. Gaga az Idol színpadán egy kialakított magaslat tetején jelent meg hosszú köpenyben és ékszerekkel kirakott fejdíszben. Három táncos a díszlet lábánál adták elő a koreográfiát míg Gaga fenn énekelt. Az előadás végén Gaga és egy táncosa megölelték egymást, vettek egy mély lélegzetet, majd leugrottak a díszlet széléről, ahol aztán egy műsziklákkal kirakott díszlet mögé zuhantak, miközben gőz csapott fel a levegőbe. Len Melisurgo a The Star-Ledger-től úgy érezte, hogy a fellépés túlzottan „szexuálisan szuggesztív” volt az American Idol közönségének, és azon tűnődött, hogy „vajon Gaga egy picit túl messzire ment-e egy családközpontú műsorban, ahol egy fiatalabb réteget kívánnak megcélozni?” Ezzel szemben Adam Graham az MTV News-tól ezt Gaga egyik legemlékezetesebb televíziós előadásának nevezte. Monica Herrera a Billboard-tól az est negyedik legjobb fellépésének rangsorolta, és úgy vélte, hogy Gagát „Bruce Springsteen inspirálta” személyiségében.
2011. május 27-én Gaga elénekelte a The Edge of Glory-t egy fekete ruhában a Good Morning America „Nyári koncertsorozatának” részeként. A Germany’s Next Topmodel hatodik szezonjában Gaga előadta a dalt az utolsó adásban. A fellépés egyik részében Gagát úgy mutatták, mintha lefejezné egy nyaktiló. Gaga aztán felugrott egy műfejjel a kezében, amit a magasba tartott, majd azt mondta a zsűrinek, hogy „Ölnék a divatért”. A teljes műsort élőben sugározták az interneten. Később egy akusztikus verzióban került előadásra a dal a Europride 2011-en Rómában a Born This Way-jel együtt. Párizsban a francia X Factor-ben Gaga a Judas-szal együtt énekelte el a dalt. Egy rojtos, hosszú hajjal borított ruhában és hosszú kék parókában lépett fel, miközben gitárszintetizátoron játszott. A Le Grand Journal című francia tévéműsorban egy sellő témájú előadás keretében énekelte a The Edge of Glory-t. Gaga újra megalkotta a videóklipből ismert New York City-beli tűzlépcsős díszletet a Paul O’Grady Live című műsorban való fellépése alkalmából. Ryan Love a Digital Spy-tól az adás bemutatása előtt megtekinthette a fellépést, és dicsérte Gaga és táncosa koreográfiáját a szaxofonos rész során. Gaga nyitotta meg a 2011-es MuchMusic Video Awards-ot a The Edge of Glory előadásával egy testhez feszülő ékszerekkel kirakott dresszben és egy kék bubifrizurás parókában. Miközben Japánban turnézott Gaga fellépett a The Edge of Glory-val és a Born This Way-jel a 2011-es MTV Video Music Aid Japan-ben. Előadását egy óriási pókhálóról függve kezdte meg, amibe kékeszöld póthaja több helyen is bele volt akadva. Miután elkezdte énekelni a dalt, folyamatosan megpróbálta kitépni magát a hálóból, ami végül sikerült, és csatlakozott a táncosaihoz a dal befejezése során. 2011. október 16-án, Los Angelesben, a Hollywood Bowlban adott koncertjén előadta a dalt a Clinton Foundation számára. A The Edge of Glory felkerült a 2012–2013-as Born This Way Ball című turnéjának számlistájára is az utolsó előtti dalként, amely során a dal elejét zongorán adta elő egy őrtorony tetején. Egy Versace tervezésú ruhát viselt az előadás során. 2014-ben egy rövidített a cappella változatban énekelte el a dalt az ArtRave: The Artpop Ball turnéján.

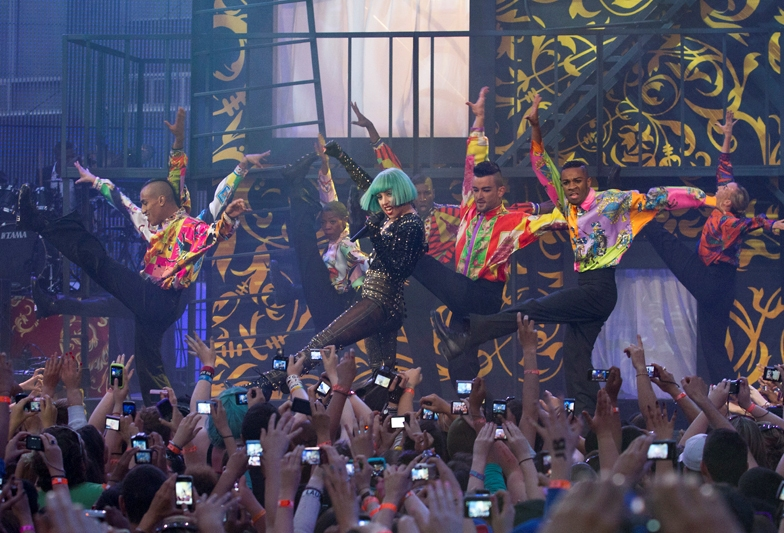
Gaga a The Edge of Glory előadása során a 2011-es Much Music Video Awards-on

2016 októberében Gaga megjelent a The Late Late Show with James Corden című műsor Carpool Karaoke című részében, ahol a The Edge of Glory volt az egyik szám, amit elénekelt az autóban. A 2017-es Coachella Fesztiválos koncertjén és a 2017–2018-as Joanne World Touron Gaga zongorás változatban adta elő a dalt. A turnén Gaga általában családtagjainak és rákban elhunyt barátnőjének, Sonjának dedikálta a dalt. Az előadást sok újságíró az érzelmi tetőpontnak és a turné egyik legjobb pillanatának tartotta. 2017 októberében Gaga megjelent a Deep From the Heart: The One America Appeal jótékonysági koncerten Texasban, ahol más énekesekkel együtt a hurrikán áldozatainak gyűjtöttek pénzt. A zongorás fellépésének utolsó dalaként adta elő a The Edge of Glory-t, miután elénekelte a Million Reasons-t és a You and I-t. A dal az énekesnő 2018–2020-as Las Vegas-i koncertrezidenciájának, az Enigmának a setlistjén szerepelt, ahol egy átlátszó ruhában adta elő, amely alatt egy kivágott bodyt viselt. 2022-es The Chromatica Ball stadionturnéján szintén előadta a dalt, amely alatt egy tüskés elemekkel díszitett zongorán játszott.

## Feldolgozások
Nick Jonas pop-rock énekes júliusban a dal akusztikus változatát énekelte a Los Angeles-i Westfield Century Cityben tartott koncertjén. A fellépés előtt Jonas közölte: „Nem bánjátok, ha most játszok néhány dalt, amit a poprádióból szeretek? Rendben lenne? Az egyetlen probléma az, hogy nem tudom az összes szöveget. Szóval ha tudjátok őket, énekeljetek együtt.” Miután online megnézte az előadást, Gaga a Twitter-fiókján posztolta a feldolgozását a következő szavakkal együtt: „Elájulok! Nick Jonas a The Edge of Glory-t énekli. Úton a Tajcsungban tartott sajtótájékoztatóra, hallgatom. Annyira álomszép! X.” A brit Friendly Fires együttes a BBC Radio 1 Live Lounge című műsorában dolgozta fel a dalt. Kevin O'Donnell, a Spin munkatársa dicsérte a feldolgozásukat: „Gaga eredetije a popsztár orkán erejű dallamát mutatja be, és a Friendly Fires frontembere, Ed Macfarlane meg sem próbálja felvenni a versenyt ezzel az energiával. Ehelyett egy kedves, filmszerű megközelítést nyújtanak a dalhoz: Macfarlane egy emo fiú szívből jövő érzékenységével énekel a hullámzó szintetizátor dallamok és a szellős funk lüktetés felett. Szép!”
A dalt a Glee – Sztárok leszünk! női szereplőinek többsége feldolgozta a 3. évad „Nationals” című epizódjában, ahol a Troubletones nevű, csak lányokból álló kórus adta elő a számot a National Show Choir Championshipen. 2021-ben a Years & Years angol popzenekar feldolgozta a dalt a Born This Way album tizedik évfordulós kiadásához.

## A kislemez dalai
| Digitális letöltés 1. The Edge of Glory – 5:20 Német CD kislemez 1. The Edge of Glory (radio edit) – 4:20 2. The Edge of Glory (Cahill club mix) – 7:26 | Digitális letöltés (The Remixes) 1. The Edge of Glory (Sultan & Ned Shepard remix) – 6:34 2. The Edge of Glory (Funkagenda remix) – 7:53 3. The Edge of Glory (Bare Noize remix) – 3:48 4. The Edge of Glory (Porter Robinson remix) – 6:40 5. The Edge of Glory (Cahill club remix) – 7:27 6. The Edge of Glory (Foster the People remix) – 6:10 |

## Közreműködők
Közreműködők listája a Born This Way albumfüzete alapján.
- Lady Gaga – vokál, dalszerzés, producer, billentyűs hangszerek, háttérvokál
- Fernando Garibay – dalszerzés, producer, számítógép generálta hangok és billentyűs hangszerek
- DJ White Shadow – dalszerzés, kiegészítő dobhangok
- Clarence Clemons – szaxofon
- Kareem "Jesus" Devlin – gitár
- Dave Russell – felvételek a The Living Room Studios-ban (Oslo, Norvégia); hangkeverés a Germano Studios-ban (New York)
- Gene Grimaldi – maszterelés az Oasis Masteringben (Burbank, Kalifornia)
- George Tanderø – asszisztens
- Ken Knapstad – asszisztens
- Kenta Yonesaka – asszisztens
- Kevin Porter – asszisztens
- Al Carlson – asszisztens

## Helyezések
| Lista (2011–2012)                       | Legjobb helyezés |
| --------------------------------------- | ---------------- |
| Ausztrália (ARIA)                       | 2                |
| Ausztria (Ö3 Austria Top 40)            | 3                |
| Belgium (Ultratop 50 Flanders)          | 6                |
| Belgium (Ultratop 50 Wallonia)          | 2                |
| Brazília (Brasil Hot 100)               | 24               |
| Kanada (Canadian Hot 100)               | 3                |
| Kanada AC (Billboard)                   | 2                |
| Kanada CHR/Top 40 (Billboard)           | 3                |
| Kanada Hot AC (Billboard)               | 1                |
| Csehország (Rádio Top 100)              | 7                |
| Dánia (Tracklisten Top 40)              | 8                |
| Európa (Euro Digital Songs)             | 2                |
| Finnország (Singlet Top 20)             | 14               |
| Franciaország (Single Top 100)          | 7                |
| Németország (Media Control Charts)      | 3                |
| Görögország Digitális dalok (Billboard) | 6                |
| Magyarország (Rádiós Top 40)            | 3                |
| Magyarország (Single Top 40)            | 6                |
| Izland (Tónlistinn)                     | 5                |
| Írország (IRMA)                         | 4                |
| Izrael (Media Forest)                   | 3                |
| Olaszország (FIMI)                      | 2                |
| Japán (Billboard Japan Hot 100)         | 8                |
| Libanon (The Official Lebanese Top 20)  | 8                |
| Luxembourg Digital Songs (Billboard)    | 6                |
| Mexikó (Billboard Mexican Airplay)      | 6                |
| Mexikó Anglo (Monitor Latino)           | 10               |
| Hollandia (Top 40)                      | 36               |
| Hollandia (Single Top 100)              | 9                |
| Új-Zéland (Recorded Music NZ)           | 3                |
| Norvégia (VG-lista)                     | 2                |
| Portugal Digital Songs (Billboard)      | 9                |
| Skócia (Scottish Singles Top 40)        | 2                |
| Szlovákia (Rádio Top 100)               | 1                |
| Dél-Korea (Gaon)                        | 82               |
| Spanyolország (PROMUSICAE)              | 5                |
| Svédország (Sverigetopplistan)          | 19               |
| Svájc (Schweizer Hitparade)             | 10               |
| Egyesült Királyság (UK Singles Chart)   | 6                |
| US Billboard Hot 100                    | 3                |
| US Adult Contemporary (Billboard)       | 7                |
| US Adult Top 40 (Billboard)             | 2                |
| US Hot Dance Club Songs (Billboard)     | 1                |
| US Dance/Mix Show Airplay (Billboard)   | 14               |
| US Mainstream Top 40 (Billboard)        | 3                |
| US Rhythmic (Billboard)                 | 27               |

| Lista (2021)                              | Legjobb helyezés |
| ----------------------------------------- | ---------------- |
| US Hot Dance/Electronic Songs (Billboard) | 39               |

| Lista (2011)                                 | Helyezés |
| -------------------------------------------- | -------- |
| Ausztrália (ARIA)                            | 39       |
| Ausztria (Ö3 Austria Top 40)                 | 38       |
| Belgium Dance (Ultratop 50 Wallonia)         | 83       |
| Kanada (Canadian Hot 100)                    | 14       |
| Franciaország (SNEP)                         | 87       |
| Németország (Official German Charts)         | 27       |
| Magyarország (Rádiós Top 40)                 | 24       |
| Japán (Japan Hot 100)                        | 36       |
| Új-Zéland (RMNZ)                             | 40       |
| Svájc (Schweizer Hitparade)                  | 54       |
| Egyesült Királyság (Official Charts Company) | 27       |
| US Billboard Hot 100                         | 29       |
| US Adult Contemporary (Billboard)            | 17       |
| US Adult Top 40 (Billboard)                  | 15       |
| US Dance Club Songs (Billboard)              | 37       |
| US Mainstream Top 40 (Billboard)             | 21       |

| Chart (2012)                      | Position |
| --------------------------------- | -------- |
| US Adult Contemporary (Billboard) | 32       |

## Minősítések és eladási adatok
| Régió | Minősítés  | Eladott példányszám |
| --- | ---------- | ------------------- |
| Ausztrália (ARIA) | 5× platina | 350 000‡            |
| Ausztria (IFPI Austria) | platina    | 30 000*             |
| Brazília (Pro-Música Brasil) | 3× platina | 180 000‡            |
| Dánia (IFPI Denmark) | arany      | 15 000^             |
| Németország (BVMI) | arany      | 150 000‡            |
| Olaszország (FIMI) | platina    | 30 000*             |
| Japán (RIAJ) | arany      | 100 000*            |
| Japán (RIAJ) Full-length ringtone | arany      | 100 000^            |
| Új-Zéland (RMNZ) | arany      | 7 500*              |
| Norvégia (IFPI Norway) | arany      | 30 000‡             |
| Dél-Korea (KMCA) |            | 392 479             |
| Svédország (GLF) | platina    | 40 000‡             |
| Svájc(IFPI Switzerland) | arany      | 15 000^             |
| Egyesült Királyság (BPI) | platina    | 918 000             |
| Egyesült Államok (RIAA) | 4× platina | 3 000 000           |
| * Eladási példányszámok kizárólag a minősítés alapján. ^ Kiszállítási példányszámok kizárólag a minősítés alapján. ‡ Eladási+streaming példányszámok kizárólag a minősítés alapján. |            |                     |

## Megjelenési történet
| Régió              | Dátum            | Formátum            | Változat | Kiadó                         | For.    |
| ------------------ | ---------------- | ------------------- | -------- | ----------------------------- | ------- |
| Világszerte        | 2011. május 9.   | Digitális letöltés  | Eredeti  | Interscope                    | [ 3 ]   |
| Franciaország      | 2011. május 9.   | Rádiós megjelenés   | Eredeti  | Universal                     | [ 195 ] |
| Olaszország        | 2011. május 13.  | Rádiós megjelenés   | Eredeti  | Universal                     | [ 196 ] |
| Brazília           | 2011. május 16.  | Digitális letöltés  | Eredeti  | Universal                     | [ 197 ] |
| Egyesült Államok   | 2011. május 17.  | Kortárs slágerrádió | Eredeti  | Streamline KonLive Interscope | [ 198 ] |
| Németország        | 2011. július 8.  | CD kislemez         | Eredeti  | Interscope                    | [ 121 ] |
| Olaszország        | 2011 július 12.  | CD kislemez         | Eredeti  | Universal                     | [ 199 ] |
| Egyesült Államok   | 2011 július 12.  | Digitális EP        | Remixek  | Interscope                    | [ 122 ] |
| Világszerte        | 2011. július 15. | Digitális EP        | Remixek  | Interscope                    | [ 200 ] |
| Egyesült Királyság | 2011. július 18. | CD kislemez         | Eredeti  | Universal Interscope          | [ 201 ] |
| Lengyelország      | 2011. július 22. | CD kislemez         | Eredeti  | Universal Poland              | [ 202 ] |
| Tajvan             | 2011. július 22. | CD kislemez         | Eredeti  | Universal                     | [ 203 ] |

## Fordítás
Ez a szócikk részben vagy egészben  a   The Edge of Glory című angol Wikipédia-szócikk fordításán alapul.  Az eredeti cikk szerkesztőit annak laptörténete sorolja fel. Ez a jelzés csupán a megfogalmazás eredetét és a szerzői jogokat jelzi, nem szolgál a cikkben szereplő információk forrásmegjelöléseként.